# Nevy-sur-Seille
Nevy-sur-Seille é uma comuna francesa na região administrativa de Borgonha-Franco-Condado, no departamento de Jura. Estende-se por uma área de 6,56 km². Em 2010 a comuna tinha 207 habitantes (densidade: 31,6 hab./km²).